# 森氏
森氏，日語訓讀音為もりし，是日本的一個氏族、苗字。占日本姓氏列表第27位。

## 起源
日本國森氏，有多個起源，如下：
1. 源於清和源氏之河内源氏流的分支氏族。
2. 源於清和源氏之満季流的小椋氏之一族。
3. 源於宇多源氏六角氏一族的鯰江氏支族。
4. 源於桓武平氏秩父氏流的氏族。在東京都町田市一帯有家族勢力聚集。
5. 源於舎人親王流之清原氏的一族。家族據點在豊後国玖珠郡。
6. 源於藤原秀郷家族系統的一族。
7. 源於肥後國之菊池氏的一族。
8. 源於山城國之賀茂氏的一族。[來源請求]
9. 源於阿波水軍の森氏。阿波水軍を率いた森氏については森甚五兵衛の項目を参照。
10. 源於清和源氏之河内源氏の氏族。源義隆流の氏族については毛利氏 (源氏)を参照。

## 歷史人物
- 森喜平（日语：森喜平），（もり きへい、1875年 - 1969年2月22日），日本政治家。
- 森茂喜（日语：森茂喜），（もり しげき、1910年3月27日 - 1989年11月19日），日本政治家，原職是軍人（陸軍中佐）。父親是元根上町長森喜平，長男森喜朗為第85、86代内閣總理大臣。
- 森蘭丸（もり らんまる、1565年－1582年6月2日），織田信長的侍童，後被任命為美濃國岩村城城主，本能寺之變戰死。

## 現代人物
- 森喜朗（1937年7月14日－），生於石川縣能美郡根上町（現在的能美市），為森茂喜（日语：森茂喜）之長子。是日本第85、86任内阁总理大臣（首相）。
- 森進一，日本著名的演歌歌手。